# Los averiados
Los averiados es una película en blanco y negro de Argentina dirigida por Mario Montanaro que se estrenó el 3 de enero de 1947 en el cine teatro Florida, ubicado en el subsuelo de la Galería General Güemes de Buenos Aires. Por las características de esta sala, así como que fue anunciada como "Documental científico para hombres", es presumible que el filme estuviera destinado a una explotación erótica.